# 黒部峡谷鉄道ト形貨車
黒部峡谷鉄道ト形貨車（くろべきょうこくてつどうトがたかしゃ）は、1923年（大正12年）に登場した黒部峡谷鉄道および関西電力が所有する、黒部峡谷鉄道の無蓋車。関西電力が所有する車両は私有貨車として黒部峡谷鉄道に車籍編入されている。
本形式は大別すると大正時代に製造されたグループと1956年（昭和31年）以降に製造されたグループに分けられるが、本稿では1956年以降に登場した、車番が200以降のグループについて主に記述する。

## 概要
黒部峡谷鉄道と関西電力黒部専用鉄道で主に砂利やセメントの運搬に使用されている。全長が短い構造のため、関西電力黒部専用鉄道上部軌道の欅平-黒部川第四発電所前間に直接乗り入れる事ができる。
形式名の「ト」は「トラック」を意味している。
2023年現在で63両が在籍しており、黒部峡谷鉄道の貨車の中では最も車両数が多い形式となっている。63両のうち48両が関西電力の私有貨車で、黒部峡谷鉄道に車籍編入されている。

## 歴史
黒部峡谷鉄道は1923年（大正12年）から発電所建設の資材輸送のため軌道の敷設を開始した。その際に貨車として登場した車両が本形式である。
その後、1956年からナニワ工機（現在のアルナ車両）などで改めて本形式の製造が開始され、200以降の車番を名乗った。この時期に製造されたグループの車両が本稿で主に記述している2020年代現在まで活躍している車両である。
その後は数を減らしながらも長らくダムや発電所建設の資材輸送を中心に活躍し、2023年現在に至るまで運用されている。

## 構造

### 車体
車両の妻面には妻板が、側面には背の低いアオリ戸が取り付けられている。妻板とアオリ戸の高さは同じで、四辺が棒材で補強されているのも同様である。アオリ戸には縦向きに等間隔で補強が入っており、真ん中に2本ある。なお、類似形式の黒部峡谷鉄道オト形貨車にはこの補強が真ん中に3本入っており、本形式と見分ける点の1つになっている。
車体色は黒色（■）である。社紋や車両番号等はアオリ戸に白色（■）で表記している。なお、社紋は所有者によって異なり、黒部峡谷鉄道の所有車両と関西電力の所有車両を区別する事ができる。

### 走り装置
走り装置は単台車（二軸車）である。
黒部峡谷鉄道オト形貨車とほぼ同一のものを使用している。

### 連結器
連結器は黒部峡谷鉄道で採用されているピン・リンク式連結器を装備している。

### 仮設設備
アオリ戸を撤去し、タンクや専用のコンテナを設置する車両がある。

#### タンク
（#タンク車としての運用を参照。）

#### 有蓋コンテナ
（#有蓋車としての運用を参照。）

#### 廃棄物輸送コンテナ
（#「峡谷美人号」としての運用を参照。）

## 運用
本節では2020年代初頭現在の運用について記述する（過去の運用については#歴史を参照）。
主に無蓋車として黒部峡谷鉄道と関西電力黒部専用鉄道の貨物列車で運用されているほか、黒部峡谷鉄道の混合列車でも運用されている。
ただし、荷台に仮設設備を設置した一部の車両は無蓋車としての運用からは外れ、タンク車や有蓋車としてそれぞれの用途で運用されている。なお、設置した仮設設備は車両の検査時を除いて基本的に取り外しは行わず、設置する車両は基本的に固定されている。

### 無蓋車としての運用

#### 貨物列車での運用
黒部峡谷鉄道本線、関西電力黒部専用鉄道上部軌道および黒薙線で主に砂利やセメントの運搬に使用されている。

#### 混合列車での運用
黒部峡谷鉄道本線で混合列車の最後尾に1両連結し、作業員の工具や手荷物などを運搬している。

### タンク車としての運用
荷台にタンク体を設置し、タンク車として運用している。アオリ戸は撤去され、社紋や車両番号等は台枠側面に表記している。
ト214の1両が充当され、主に関西電力黒部専用鉄道上部軌道で運用されている。

### 有蓋車としての運用
荷台に有蓋コンテナを設置し、黒部峡谷鉄道ワ形貨車の代用車両として運用している。アオリ戸は撤去され、社紋や車両番号等は台枠側面に表記している。
ト211の1両が充当され、主に黒部峡谷鉄道本線で黒部峡谷鉄道ワ形貨車と共に運用されている。

### 「峡谷美人号」としての運用
アオリ戸を撤去して荷台に専用のコンテナを設置し、廃棄物輸送車両として運用している。これらは「峡谷美人号」と名付けられ、ト208, 218, 224, 241が充当されている。これらの4両に、I,II,III,IVの4つのコンテナを1両に1個ずつ積載している。I,II,IIIは黒部峡谷鉄道所有のコンテナで、対応する車両も黒部峡谷鉄道所有車両を充当している。一方で、IVは関西電力所有のコンテナで、対応する車両は関西電力所有車両を充当している。関西電力所有のIVは関西電力黒部専用鉄道上部軌道に入線するため、他の3つより高さが低くなっている。
これらのコンテナはボルトで車体に固定されており、基本的に設置する車両は固定されている。ただし、営業期間中での車両の検査時にはコンテナを取り外す。この際、コンテナは別の車両に設置され、代用車両として運用される。
「峡谷美人号」は黒部峡谷鉄道と関西電力黒部専用鉄道の沿線で発生した廃棄物を宇奈月まで輸送するために運転されている。基本的に4両をまとめて混合列車に連結され、宇奈月-欅平間を毎日1往復している。IVは欅平から関西電力黒部専用鉄道上部軌道に入線している。

## 現役車両
63両が現役で運用されている。そのうち48両が関西電力の私有貨車である。
現役車両（2022年現在）は以下の通り。
- ト形[1]
  - ト202-208, 211, 214, 218, 219, 222, 224-230, 236-245, 248, 250, 281, 282, 284-297, 299-304, 307, 308, 310, 311, 314, 315, 317, 320, 322, 327

現役車両各車のうち、特筆すべき仕様を持つ車両を以下の表に示す。
| 車番 | 所有         | 主な仕様          | 主な仕様                                       | 備考       |
| 車番 | 所有         | アオリ戸          | 仮設設備                                       | 備考       |
| ---- | ------------ | ----------------- | ---------------------------------------------- | ---------- |
| 208  | 黒部峡谷鉄道 | 無し（2015年7月） | 廃棄物輸送コンテナ 峡谷美人号-I（2015年7月）   | 峡谷美人号 |
| 211  |              |                   | 有蓋コンテナ（2015年5月）                      |            |
| 214  |              |                   | タンク                                         |            |
| 218  | 黒部峡谷鉄道 | 無し（2015年7月） | 廃棄物輸送コンテナ 峡谷美人号-II（2015年7月）  | 峡谷美人号 |
| 224  | 黒部峡谷鉄道 | 無し（2015年7月） | 廃棄物輸送コンテナ 峡谷美人号-III（2015年7月） | 峡谷美人号 |
| 241  | 関西電力     | 無し（2015年7月） | 廃棄物輸送コンテナ 峡谷美人号-IV（2015年7月）  | 峡谷美人号 |

## 転用車両

### 作業車（事業用車両への改造）
黒部峡谷鉄道ト形貨車1両を改造し、事業用車両としたものである。
基本的な構造に変化は無いが、車体色は外側がマルーン色（■）に変更され、アオリ戸には「作業車」と書かれている。また、尾灯が取り付けられている。
基本的には黒部峡谷鉄道保線車に牽引され、軌道整備に使用されている。晩秋から早春にかけては足場を設置し、電車線の撤去・復旧作業に利用されている。

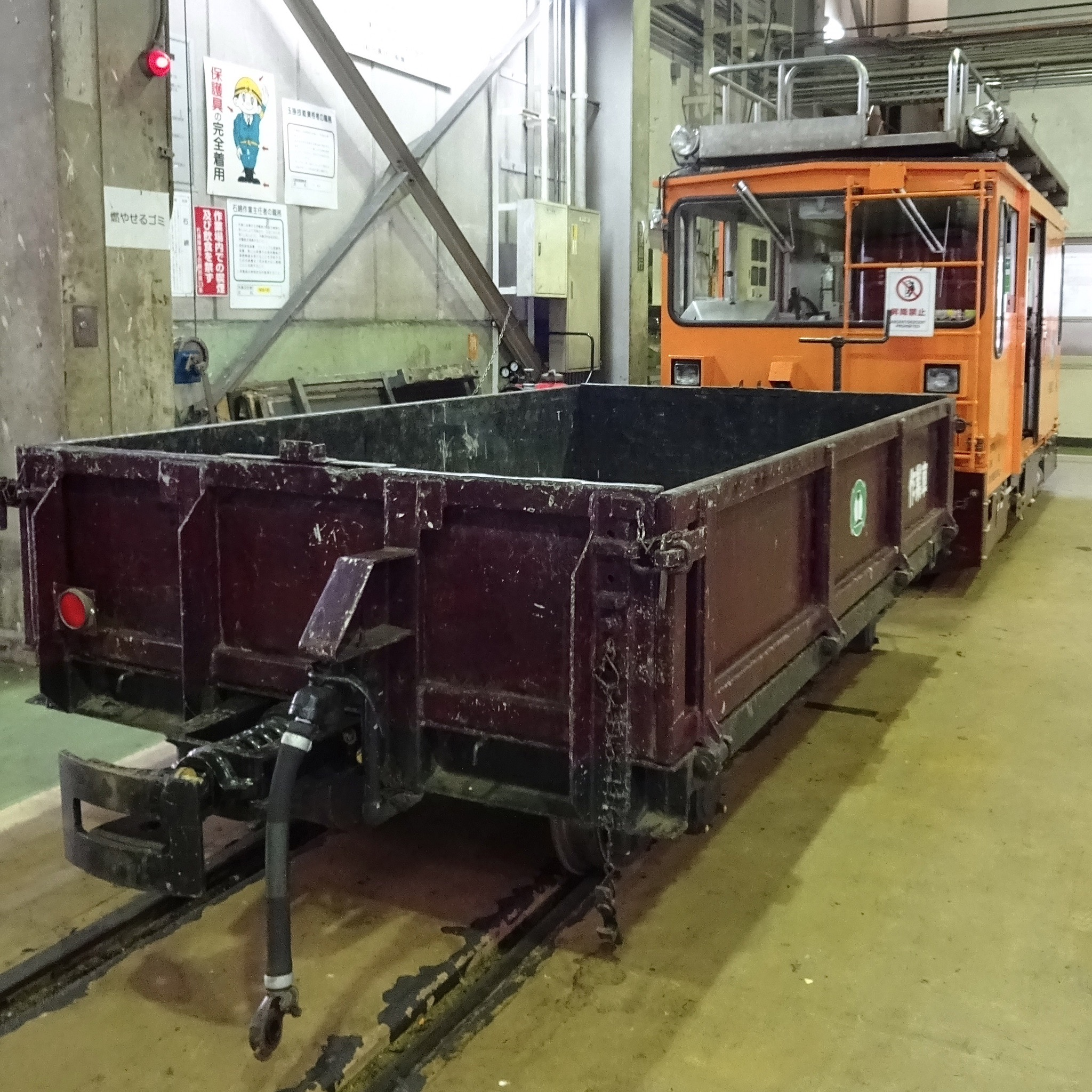
黒部峡谷鉄道保線車に連結された作業車 （2017年8月）